# Peugeot 202
Der Peugeot 202 war ein Kleinwagen, der von Peugeot ab Januar 1938 gebaut wurde. Besonderes Merkmal dieses Autos waren seine Scheinwerfer, die – ähnlich wie beim Peugeot 302 und Peugeot 402 – hinter dem Kühlergrill angebracht waren. Bedingt durch den Zweiten Weltkrieg wurde 1943 die Produktion eingestellt.

## Beschreibung
Nach dem Krieg nahm Peugeot im Jahr 1946 die Automobilproduktion mit dem 202 in leicht veränderter Form wieder auf. Insgesamt wurde der Wagen bis 1949 in verschiedenen Varianten (Limousine, Cabrio und Kombi) in folgenden Zahlen gebaut:
- 62.773 PKW Januar 1938 bis Juni 1942, weitere 27 im Februar 1945 aus Resten, zusammen 63.000
- 1200 PKW 202 B von Mai bis Oktober 1946
- 40.246 PKW 202 BH von Oktober 1946 bis Juli 1949
- 3139 (oder 3112?) Lieferwagen 202 U September 1938 bis Juli 1943
- 2122 Lieferwagen 202 UB
- 30.358 Lieferwagen 202 UH März 1947 bis Dezember 1949[1]

Im ersten Produktionsjahr 1938 hatten bereits 20.000 Fahrzeuge das Werk verlassen. Parallel dazu gab es ab 1948 das größere und stärkere Modell 203. Kleinwagen stellte Peugeot erst wieder ab 1972 mit dem 104 her. In gewisser Weise ist auch der ab 1965 gebaute 204 der unteren Mittelklasse, mit zuerst 53 PS, indirekt als Nachfolger zu sehen.

### Im Militärdienst
Es ist möglich, dass die französischen Streitkräfte bereits vor Beginn des Zweiten Weltkrieges einige Peugeot 202 bestellten. Über den Umfang dieser Bestellungen geben die Quellen nichts her. In jedem Fall wurden im Rahmen der allgemeinen Mobilmachung im August/September 1939 zahlreiche zivil genutzte Pkw neueren Baujahrs, infolgedessen auch Peugeot 202, requiriert und beim Militär, aber auch in anderen staatlichen Stellen eingesetzt. Die beim Militär eingesetzten Fahrzeuge behielten zunächst noch ihre zivile Farbgebung, ob und wann sie in Tarnfarben lackiert wurden, ist nicht überliefert.
Eine erste Bestellung speziell für die Armee erfolgte am 20. Oktober 1939: 400 Stück als Limousine waren umgehend an das Heer zu liefern. Die Fahrzeuge waren matt olivgrün zu lackieren, von weiterer spezieller Ausrüstung mit militärischem Zubehör ist nichts bekannt. Ein Anschlussauftrag über weitere 150 Fahrzeuge erfolgte am 15. Februar 1940, und mit Programm vom 28. März 1940 wurde bis auf weiteres eine monatliche Fertigung von 150 Stück zur Lieferung an das Heer bestimmt. Anfang Mai 1940 bestellte die französische Marine weitere 6 Stück, Lieferdatum 1. Juni 1940. Es ist davon auszugehen, dass alle diese Aufträge bis Mitte Juni 1940 ordnungsgemäß erfüllt wurden. Interessanterweise entstammten die für das Militär viel besser geeigneten Versionen mit aufrollbarem Stoffverdeck alle Requisitionen aus ziviler Produktion, während in den direkten Bestellungen für das Militär immer ein geschlossener Aufbau gefordert wurde.
Ebenso ist durch Photographien nachgewiesen, dass das französische Heer einige Peugeot 202U Lieferwagen mit Pritschenaufbau für 800 kg Nutzlast hatte. Unklar ist jedoch, wann diese bei Peugeot bestellt wurden, oder ob es sich um bei Mobilmachung von zivilen Eignern beschlagnahmte Fahrzeuge handelte.
Auch die deutsche Wehrmacht verwendete den Peugeot 202 in zahlreichen Varianten. Allerdings bleibt derzeit die Herkunft dieser Fahrzeuge völlig offen: Von französischen Truppenteilen erbeutet, von anderen Eignern in Frankreich oder sonst wo beschlagnahmt oder von den Peugeot-Werken ab Juli 1940 geliefert. Sicher kann dies nur von 30 Peugeot 202 U Lieferwagen gesagt werden, welche, mit einem geschlossenen Aufbau aus Blech versehen, in der zweiten Jahreshälfte 1940 von Peugeot direkt an die Wehrmacht geliefert wurden.

## Technische Daten
Hubraum: 1133 cm³

Leistung: 22 kW (30 PS) bei 4000/min

Gewicht: 790 bzw. 850 kg (Cabrio)

Länge: 411 cm

Breite: 150 cm

Radstand: 245 cm

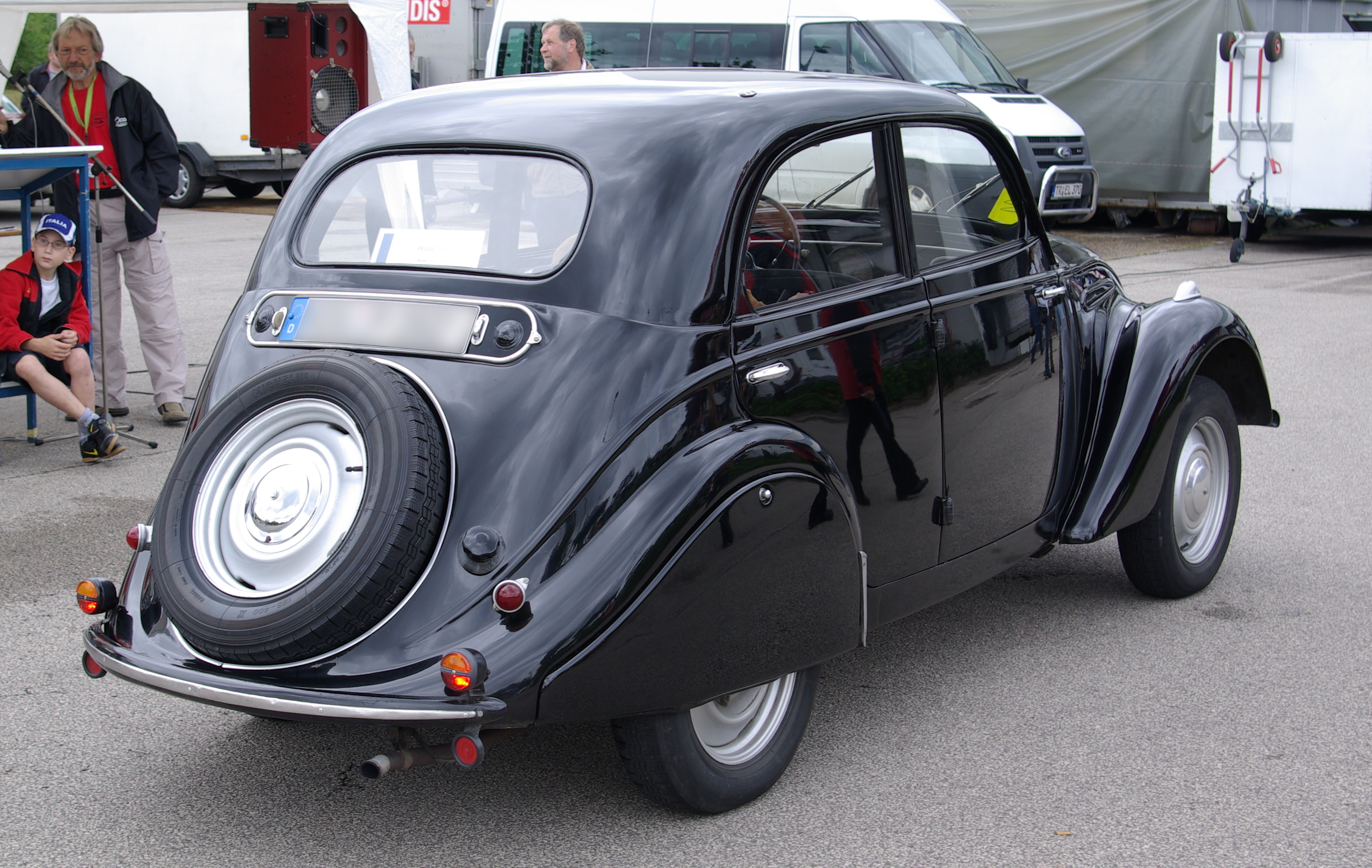
Heck des 202
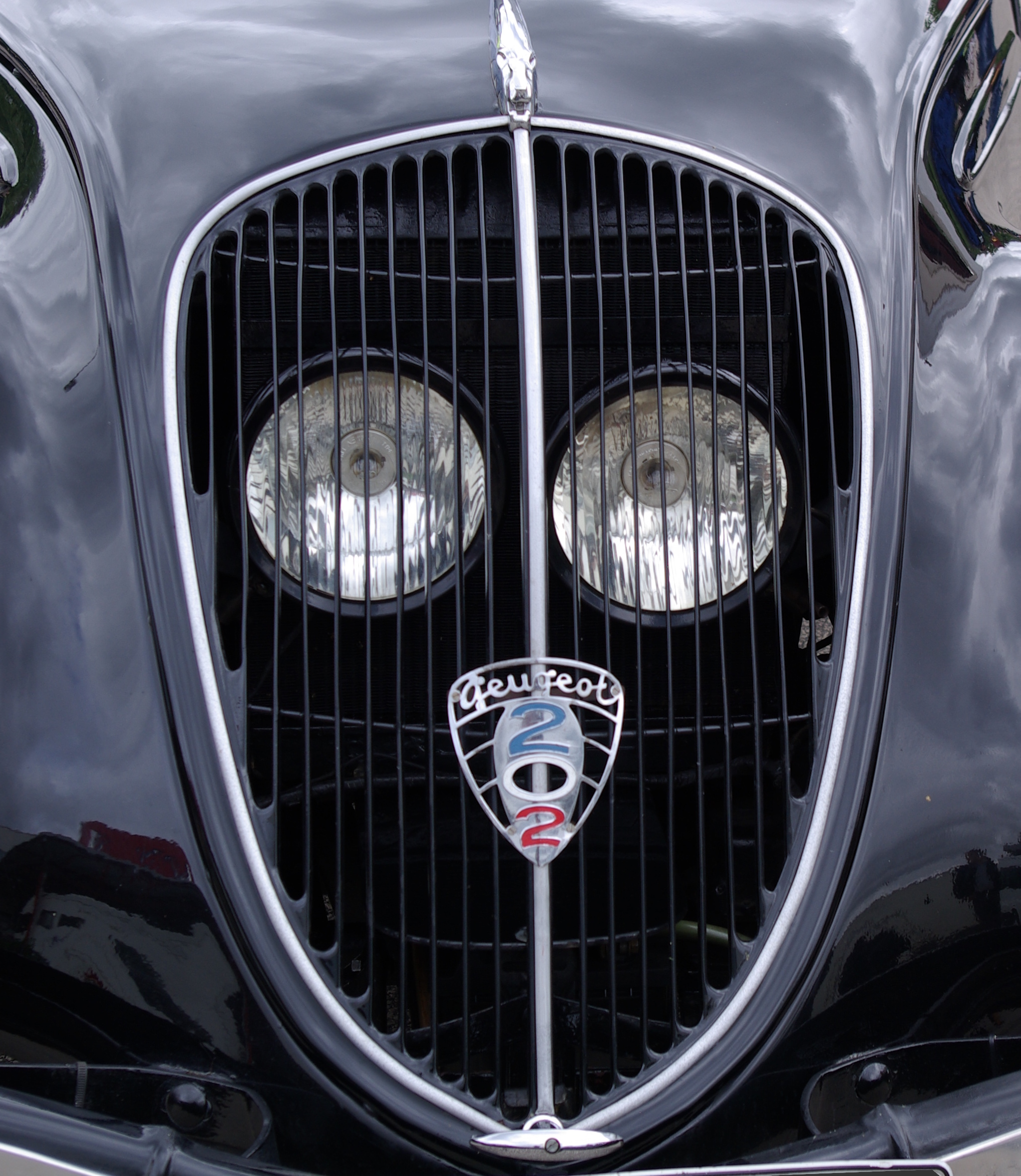
Logo und die hinter dem Kühlergrill liegenden Scheinwerfer